# Mexistenasellus coahuila
Mexistenasellus coahuila is een pissebed uit de familie Stenasellidae. De wetenschappelijke naam van de soort is voor het eerst geldig gepubliceerd in 1972 door Cole & Minckley.